# حسن شاهرخی
حسن خان شاهرخی hasan khan shahrokhi معروف به حسن خان مصور یکی از مشهورترین طراحان فرش ایران است که تحولی در طراحی فرش کرمان و ایران ایجاد کرده و سبکی نو را در این هنر سنتی و با ارزش ایرانی به یادگار گذاشته‌است؛ که در سال ۱۲۴۷ شمسی چشم به جهان گشود.
حسن خان شاهرخی هنرمندی نقاش، ریاضیدان، منجمی قابل و صاحب کمال بود که نه تنها به عنوان استاد بزرگ طراحی فرش مطرح بوده بلکه در خلق و آفرینش مینیاتور، قلمدان، طراحی تذهیب و ساخت گل و مرغ در کرمان دستی داشته و شاهکارهایی خلق کرده‌است. بیشتر محققان، شروع طراحی قالی را در کرمان مرهون خاندان مشهور «شاهرخی» می‌دانند از جمله هنرمندانی مثل احمدخان و پسرایشان حسین خان شاهرخی. پدر حسن خان، محسن خان، پیشکسوت نقاشان قالی کرمان به کار نقاشی مینیاتور قلمدان، اشتغال داشت. او که ابداع کننده شیوه و سبک نقطه زنی است، با طرح اولین نقش قالی تا آخر عمر قلم از کف ننهاد و حسن خان پسر و شاگرد او و معلم ثانی نقاشان قالی کرمان در طول زندگی پربارش بیش از هزاران نقش قالی را ابداع کرد.
حسن خان دارای دو فرزند پسر بنام‌های هاشم خان ومحمدعلی خان بود. هاشم خان از پرمایه‌ترین طراحان فرش کرمان بود که مدتی در شرکت سهامی فرش کرمان به کار مشغول بود و بعد از آن به ریاست شرکت فرش منطقه جوپار منصوب شد. محمدعلی خان فرزند دوم حسن خان از دیگر طراحان بزرگ کرمان بودکه وارث کارهای ناتمام پدرمحسوب می‌شد وی قلمدان‌هایی که پدر ساخت و آن‌ها را به آخر نرسانده بود، به اتمام رساند ایشان به جز طراحی و نقاشی قالی ستاره‌شناس و منجمی بود که متأسفانه کسی جز افراد خانواده اش آگاهی بر این موضوع نداشت. (اطلاعت شخصی)

## اثرها
از جمله فرش‌های طراحی شده به وسیله حسن خان شاهرخی می‌توان از فرشی با طرح تصویر داستانی با ابعاد ۸۹/۴× ۲۷/۳ متر از شهر کرمان نام برد که حدود سال ۱۳۹۰هـ. ش بافته شده بافنده این فرش استاد علی کرمانی می‌باشد و تعداد ۷۴۰۰ گره در دسیمتر مربع دارد. این فرش صرف نظر از محتوای داستان‌های آن به خودی خود زیبا و نفیس است با ظرافت بافته شده و به علت نازک بودن آن فرش کاغذی نیز می‌نامند طرح حاشیه پایین فرش با حاشیه بالا همانند است ولی رنگ آمیزی آن دارای تفاوت بسیاری است. در حاشیه و متن این فرش حدود ۲۲۰ انسان و حیوان طراحی شده‌است و یکی دیگر از فرش‌ها با طرح مشاهیر و سلاطین در ابعاد ۳۰/۵ ×۴۰/۳ متر با تعداد ۹۲۰۰ گره در دسیمتر مربع که حدود سال ۱۲۹۰ ه. ش در کرمان بافته شده‌است و در متن فرش تصاویر ۱۰۹ تن از پادشاهان ایران و ۵۴ تن از مشاهیر جهان و ۱۶ تصویر از حجاری‌های مربوط به هخامنشی و ساسانی برای طراحی متن و حاشیه این فرش در اوایل حکومت احمد شاه قاجار وجود دارد و طراحی و رنگ‌آمیزی زیورآلات، تاج، پوشاک سلاطین در سطح فرش با مهارت فوق‌العاده انجام پذیرفته‌است و این فرش در نوع خود بی‌نظیر است.
یکی دیگر از فرش‌ها با طرح تصویر ایلیاتی و به بافندگی استاد محمد بن جعفر در ابعاد ۰۸/۳ × ۸۶/۱ در کرمان با تعداد ۱۲۰۰۰ گره در دسیمتر مربع که حدود سال ۱۳۰۰ ه. ش بافته شده‌است؛ بنابراین گزارش متن و حاشیه مملو از تصاویر گوناگون مربوط به زندگی عشایر ایران می‌باشد مانند:تغذیه دام‌ها، دوشین شیر، تهیه لبنیات، جمع‌آوری هیزم و... زنان زحمتکش ایل به نحوی زیبا در این فرش تصویر شده‌اند که هر بیننده‌ای به نقش خلاق و محوری زنان در ایل پی می‌برد
تعدادی از فرش هائی که با نقش‌های حسن خان بافته شده در موزه‌های مختلف کرمان، تهران و دیگر نقاط جهان نگهداری می‌شود.

## آرامگاه
آرامگاه حسن خان در قبرستان سید حسین در شرق کرمان است. روی سنگ قبر او این شعر سعدی حک شده‌است:
باصبر بسیار بباید پدر پیر فلک را| تا دگر مادر گیتی چو تو فرزند بزاید

## فیلم
فیلم مستندی با عنوان حسن خان شاهرخی به نویسندگی و کارگردانی مجید فدایی ساخته شده که با حضور کارشناسان هنری، به زندگی و معرفی آثار حسن خان می‌پردازد.